# Cubana de Aviación Flight 310
Cubana de Aviación Flight 310 var et passagerfly der den 25. december 1999 styrtede ned i Bejuma, Venezuela. Flyet var lettet fra José Martí Internationale Lufthavn i Cuba og var på vej til Simón Bolívar International Airport i Venezuela.

## Passagerernes nationaliteter
| Nationalitet | Passagerer | Besætning | Total |
| ------------ | ---------- | --------- | ----- |
| Cuba         | 4          | 12        | 16    |
| Venezuela    | 2          | 0         | 2     |
| Holland      | 2          | 0         | 2     |
| Total        | 10         | 12        | 22    |